# Sajil Alajverdovi
Sajil Alajverdovi (en georgiano: სახილ ალახვერდოვი, Tiflis, 9 de enero de 1999) es un deportista georgiano que compite en boxeo.
Ganó dos medallas en el Campeonato Mundial de Boxeo Aficionado, en los años 2021 y 2023, y una medalla de oro en el Campeonato Europeo de Boxeo Aficionado de 2022. En los Juegos Europeos de Minsk 2019 obtuvo una medalla de plata en la categoría de 49 kg.

## Palmarés internacional
| Campeonato Mundial | Campeonato Mundial   | Campeonato Mundial | Campeonato Mundial |
| Año                | Lugar                | Medalla            | Categoría          |
| ------------------ | -------------------- | ------------------ | ------------------ |
| 2021               | Belgrado (Serbia)    | Medalla de bronce  | 48 kg              |
| 2023               | Taskent (Uzbekistán) | Medalla de plata   | 48 kg              |
| Juegos Europeos    |                      |                    |                    |
| Año                | Lugar                | Medalla            | Categoría          |
| 2019               | Minsk (Bielorrusia)  | Medalla de plata   | 49 kg              |
| Campeonato Europeo |                      |                    |                    |
| Año                | Lugar                | Medalla            | Categoría          |
| 2022               | Ereván (Armenia)     | Medalla de oro     | 48 kg              |